# Symphurus marmoratus
 Symphurus marmoratus es una especie de pez de la familia Cynoglossidae en el orden de los Pleuronectiformes.

## Distribución geográfica
Se encuentran en Filipinas, Hawaii y Maldivas.